# کبوتر خاکستری
 کبوتر خاکستری (نام علمی: Patagioenas plumbea) نام یک گونه از سرده کبوتر میدانی آمریکایی است.